# Камјак ет Сен Дени
Камјак ет Сен Дени (фр. Camiac-et-Saint-Denis) насеље је и општина у југозападној Француској у региону Аквитанија, у департману Жиронда која припада префектури Либурн.
По подацима из 2011. године у општини је живело 375 становника, а густина насељености је износила 56,82 становника/km². Општина се простире на површини од 6,6 km². Налази се на средњој надморској висини од 62 метара (максималној 114 m, а минималној 28 m).

## Демографија
| 1962. | 1968. | 1975. | 1982. | 1990. | 1999. | 2011. |
| ----- | ----- | ----- | ----- | ----- | ----- | ----- |
| 203   | 212   | 187   | 220   | 232   | 255   | 375   |

График промене броја становника у току последњих година